# Živko Krstičević
Živko Krstičević  (Zagreb, 13. srpnja 1954. – Turanj, 30. prosinca 1991.), hrvatski novinar, televizijski i filmski snimatelj.

## Životopis

### Počeci
Učlanio se u Foto klub Zagreb 1973.  Apsolvirao je studij filmskog i televizijskog snimanja na Akademiji dramske umjetnosti u Zagrebu 1983.  Još kao student radio je kao filmski fotograf i kao asistent snimatelja. Studiju se vratio 1990., te je godinu kasnije predao pisani diplomski rad Televizija visoke rezolucije. Poginuo je prije obrane rada.

### Novinarski i snimateljski rad
Krstičević je 1984.  s Tihomirom Beritićem osnovao tvrtku Film video art (FVA) kao tzv. trajnu filmsku radnu zajednicu koja je proizvodila filmove, televizijske emisije, te video i televizijske programe. Kao snimatelj i producent izvodio je i organizirao sustave s programima internih televizija (Animafest 1984., 1986., 1988. i 1990., Video klub Univerzijade 1987., Smotra folklora 1987., UNICA 1988., Video Gavella 1988., Video Pula 1988., Dani uretre 1990. i 1991.) >.
Znatan dio svoga snimateljskog rada usredotočio je na dokumentarne filmove o hrvatskoj kulturi i njenim spomenicima.
Bio je tajnik Društva filmskih radnika Hrvatske. 
U novinarstvo je ušao 1991. u početku velikosrpske agresije na Hrvatsku. Angažirao se kao ratni snimatelj i ratni novinar reporter, radeći uglavnom za kanadsku tvrtku Worldwide Television News (WTN). Tako je mogao prelaziti crtu bojišnice te snimati i na okupiranim dijelovima Hrvatske. U Zagrebu je snimao pregovore s JNA, opsjedanja i predaju njenih vojarna, a zatim ratna zbivanja na bojištima u Petrinji, Lipiku, istočnoj Slavoniji, Karlovcu itd.
Malo prije njegove pogibije snimljena je dokumentarna emisija Živko Krstičević - ratni snimatelj (Ninoslav Lovčević, 1992.) u kojoj Krstičević govori o svom radu i radu ratnog snimatelja.

### Smrt
Dok je na bojišnici u Turnju kod Karlovca snimao za WTN pogođen je minom iz srpskog minobacača.

## Filmografija

### Redatelj
- Živko Krstičević i Tihomir Beritić i njihov film video art – kultura srca (1985.)
- Termomehanika (1988.)
- Terme Čatež i dvorac Mokrice (1988.)

### Snimatelj (djelomična)
- Uspon  I-IV (r. Danko Volarić1984.)
- Gospi u pohode (r. Jakov Sedlar 1984.)
- Hrvatski Božić (r. Jakov Sedlar 1989.)
- Franjevački samostani u Bosni (1989.)
- Sandžak (r. Slobodan Praljak 1990.)
- Duhan (r. Slobodan Praljak 1990.)
- Velika pljačka Biblioteke (r. Danko Volarić1990.)
- Brigitta Montanari - prijetnja nad Jadranom (r. Vedran Mihletić, 1990.)

## Nagrade i priznanja
- Posmrtno Posebno priznanje Ministarstva kulture Republike Hrvatske (1993.)

## Spomen
- Spomen ploča s imenima hrvatskih novinara, snimatelja i tehničara ubijenim u Domovinskome ratu na kojoj je i ime Živka Krstičevića postavljena je na zgradi Hrvatskog novinarskog doma u Zagrebu.[4]